# Burislav
Burislav o Burisleif (967-1025) fue un caudillo vikingo, rey de los wendos y un personaje de la protohistoria escandinava que aparece en diversas fuentes de las sagas nórdicas. Hay teorías que relacionan a Burislav con la figura de Boleslao I de Polonia.
Burislav cedió tierras a Palnatoke para construir la fortaleza de Jomsborg, a cambio de que los jomsvikings defendiesen su reino. Era padre de tres hijas:
- Ástrid que casó con Sigvaldi Strut-Haraldsson, otro caudillo de los legendarios jomsvikings.[4]
- Gunhilda que casó con Svend I de Dinamarca. A su vez, Burislav casó con la hermana de Svend, Tyra.[5]
- Geira que casó con el rey de Noruega, Olaf Tryggvason en 982.[6]

Con Tyra tendría otra hija también llamada Gunhild (n. 986) que casaría en 1031 con el jarl Harald Thorkildsson, caudillo vikingo de la corte de Canuto el Grande. 
Burislav murió el 17 de junio de 1025.